# Walter Cecil Macfarren
Walter Cecil Macfarren (født 28. august 1826 i London, død 2. september 1905 sammesteds) var en engelsk musiker. Han var bror til George Alexander Macfarren.
Macfarren komponerede kor- og kammermusikværker og udgav ligesom sin bror klassikerne (Mozart, Beethoven).